# Confederación hidrográfica del Miño-Sil

Mapa de la demarcación de Miño-Sil

La Confederación Hidrográfica del Miño-Sil es un organismo de cuenca intercomunitaria creado por el Real Decreto 266/2008, al modificar esta norma la Confederación Hidrográfica del Norte y dividirla en la Confederación Hidrográfica del Miño-Sil y la del Cantábrico, siendo cada una de estas dos últimas en su ámbito territorial la sucesora a título universal en los bienes, derechos y obligaciones de la Confederación Hidrográfica del Norte.
La Ley de Aguas la define como una entidad de derecho público con personalidad jurídica propia y distinta del Estado, adscrito a efectos administrativos al Ministerio para la Transición Ecológica y el Reto Demográfico como organismo autónomo con plena autonomía funcional.
Desempeña un importante papel en su demarcación hidrográfica, dado que, entre otras funciones, se encarga de la planificación hidrológica, la gestión de recursos y aprovechamientos, la protección del dominio público hidráulico, las concesiones de derechos de uso privativo del agua, el control de calidad del agua, el proyecto y ejecución de nuevas infraestructuras hidráulicas, los programas de seguridad de presas, bancos de datos,…

## Demarcación hidrográfica
Su demarcación hidrográfica comprende las cuencas de los ríos Miño y Sil y la parte española de la cuenca del río Limia, que en su totalidad afecta a una superficie de 17.717 km² y a una población estimada de 835.000 habitantes de tres comunidades, en su mayor parte de Galicia y Castilla y León, pero también de Asturias. Las principales cauces de esta demarcación son los de los ríos Avia, Deva, Limia, Arnoya, Bibei, Miño y Sil.